# Andrew W. Mellon
Andrew William Mellon, född 24 mars 1855 i Pittsburgh i Pennsylvania, död 27 augusti 1937 i Southampton på Long Island i New York, var en amerikansk politiker. Han var USA:s finansminister 1921–1932.